# Dvořiště (Rožná)
Dvořiště (též Dvořiště u Rožné, německy Colonie Dworziste) je osada v okrese Žďár nad Sázavou v kraji Vysočina. Je součástí obce a katastrálního území Rožná. Nachází se asi 6,5 km jihozápadně od Bystřice nad Pernštejnem, 17 km jihovýchodně od Nového Města na Moravě a asi 27 km jihovýchodně od Žďáru nad Sázavou.
V osadě je registrováno 16 čísel popisných. Osada je železnicí rozdělena na dvě části – větší západní a menší východní. Ty spolu nejsou nijak přímo propojeny, v každé se nachází vlastní silnice, které nejsou spojeny železničním přejezdem. Nenachází se zde ani železniční zastávka. Protéká tudy potok Nedvědička.
Nedaleko osady se nachází bývalý uranový důl Rožná I a odkaliště.
| Rok            | 1869 | 1880 | 1890 | 1900 | 1910 | 1921 | 1930 | 1950 | 1961 | 1970 | 1980 | 1991 | 2001 | 2011 | 2021 |
| -------------- | ---- | ---- | ---- | ---- | ---- | ---- | ---- | ---- | ---- | ---- | ---- | ---- | ---- | ---- | ---- |
| Počet obyvatel | –    | 47   | 55   | 67   | 66   | –    | 60   | –    | –    | –    | –    | –    | 37   | 26   | 23   |
| Počet domů     | –    | 9    | 11   | 11   | 11   | 11   | 13   | –    | –    | –    | –    | –    | 19   | 16   | 10   |